# 油莎草
油莎草（学名：Cyperus esculentus），又名油莎豆、铁荸荠、黃土香，英文俗名為Chufa Sedge、Yellow Nutsedge、Tigernut Sedge或Earthalmond。其塊莖在英文中稱作tigernut，在西班牙文中稱作chufa。油莎草是莎草科莎草屬植物。

## 分布與生長型態
油莎草生長於北半球的溫帶至亞熱帶地區。適應性強，年雨量不少於600毫米的平原、山坡、沿海沙地均可栽培，但在疏鬆砂質土壤上生長最好。原生地為地中海沿岸。

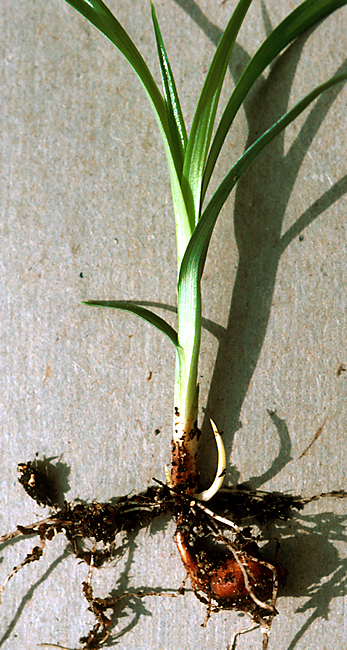
油莎草的塊莖

油莎草為多年生植物，植株高20至100公分。粗而光滑的稈自塊莖中長出，斷面呈三角形。葉線形，寬約0.3至1公分，為纖維質。花為穗狀花序，呈圓柱形或稍扁平且水平叉開，每穗有8至30朵花。鱗片卵形、黃褐色。灰褐色小堅果為橢圓形，且被四片葉包圍，每片葉之間夾90度角。

## 變種
以下列出一些常見的變種及其分布：
- Cyperus esculentus var. esculentus，分布於地中海東岸至印度
- Cyperus esculentus var. hermannii，分布於美國佛羅里達州
- Cyperus esculentus var. leptostachyus，分布於美國
- Cyperus esculentus var. macrostachyus，分布於美國
- Cyperus esculentus var. sativa，分布於亞洲

## 用途與營養價值
油莎草有多種用途：
- 油莎草的塊莖可食，有堅果味，微甜。它的塊莖非常硬，必須在吃之前充分的浸泡使之軟化。
- 在西班牙的瓦倫西亞地區，油莎草的塊莖被用來製作欧洽塔（Horchata）。欧洽塔在瓦倫西亞語中被稱為Orxata de Xufes。
- 塊莖含油率達27.4％，是一種重要的油料植物，可以榨油（油淺茶色），也可以加工成餅乾或糖果
- 葉和莖可以做為飼料

油莎草塊莖（英文稱之為Tigernut）的營養價值非常高，脂肪含量與橄欖相似。也含有豐富的礦物質，特別是磷和鉀。且油莎草塊莖不含膽固醇，鈉含量也相當低。
- 每一百毫升欧洽塔含有約66大卡的熱量，0.5克蛋白質，超過10克的碳水化合物（包括1.9克的澱粉）以及至少2克的脂肪 （页面存档备份，存于）

## 農業栽培

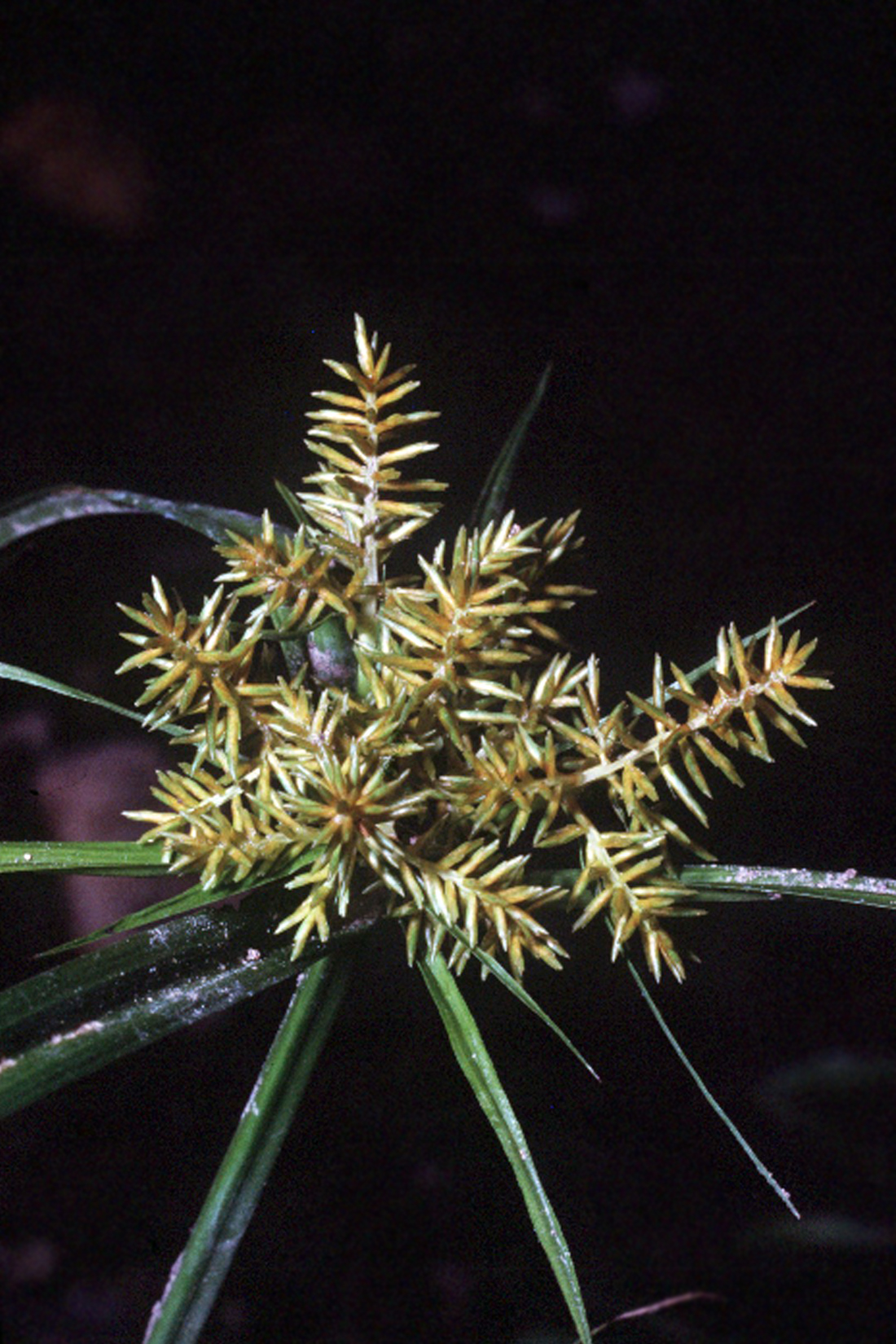
油莎草的花

### 種植方法
油莎草必須種植在年均溫20℃以上且年雨量不少於600至650毫米的地區。主要使用塊莖或種子繁殖，在播種之前都必須先浸水。當塊莖或種子吸水漲大之後就可以播種。播種時間約從4月到7月上旬（只要氣溫高於15℃即可），生長期約80至130天。當葉片發黃、地下莖老熟時即可採收。

### 油莎草的利用史
最早種植油莎草的是古埃及人。他們在尼羅河谷種植油莎草。而隨後，油莎草這種作物被傳播到廣大的區域，只要氣候和土壤適合就可以種植。現今主要商業性種植區域是在西班牙，集中於瓦倫西亞地區。

### 移除油莎草
當油莎草成為花園或草坪上的雜草時是極難去除的。這是因為油莎草的根系是分層的，且根與根之間彼此相連。整個根系可達50公分以上的深度。油莎草的塊莖也和整個根系以脆弱的根相連。在外力拉扯時，這些根極度容易斷裂，故相當難將植株連同整個根系及塊莖一起拔出。只要有一個塊莖留在土壤中，整個油莎草種群就會重新長出。所以，唯一能完全移除油莎草的方法就是將整片土壤挖開到至少50公分，並且篩過，確定沒有任何塊莖殘留其中。最常見的移除法是將所有挖出的土壤丟棄，再回填新的土壤。但即使使用這種極端的方法，也不能保證所有塊莖都完整的被移除。如果用力拉扯油莎草的植株會造成許多脆弱的根斷裂，這會刺激根系去產生更多塊莖，使得情況更加糟糕。因為這個原因，油莎草只能用手去除，而不能使用任何機械。油莎草對許多常見的除草劑有抵抗力，所以這些化學物質對它幾乎沒有影響。即使多次噴灑像浪達（roundup）之類的除草劑，也只能殺死7公分以下的嫩莖，並不能殺死所有根系及塊莖，故只能控制情況一下，不久後整個種群又會再長回來。但假若持續不斷的噴灑，植株將會消耗相當大的能量再生長新芽上，以致於死亡。但這種做法需要相當大的耐心，因為在植株死亡前一旦停止噴灑，植株將會很快的回復原狀。

## 外部連結
- Consejo Regulador de Chufa de Valencia （页面存档备份，存于）
- 中國作物種質信息網（CGRIS）農業科普知識